# Сингида (регион)
Сингида је један од 26 административних региона у Танзанији. Главни град региона је Сингида. Регион се граничи са регионима Шињанга и Мањара на северу, са регионом Табора на западу, са регионима Мбеја и Иринга на југу и са регионом Додома на истоку. Површина региона је 49 341 km².

## Дистрикти
Регион Сингида је административно подељен на 4 дистрикта: Ирамба, Мањони, Сингида - урбани, Сингида - рурални.

## Становништво
У граду Сингида главна етничка група је Њатуру, поред имиграната из разних делова Танзаније. У дистрикту Ирамба главна етничка група је Њирамба, док у дистрикту Мањони живе припадници Гого и у мањој мери Њатуру етничких група.
Према попису из 2002. године у региону Сингида је живело 1 090 758 становника. 